# Озёра Узбекистана
В Республике Узбекистан имеется 509 озер и водохранилищ, из которых 426 имеют площадь менее 1 км². Крупных озёр с площадью более 10 км² — 32, более 50 км² — 12.
По территории Узбекистана озёра расположены неравномерно. На западный Узбекистан приходится 42 % всех озёр, на северный — 34 %, в остальных регионах находится только 24 %. Большое количество озёр расположено на берегах Сырдарьи и Амударьи, в Хорезмском оазисе и дельте Амударьи.
Общая поверхность озёр Узбекистана достигает — 9673,2 км². Общий объём воды — 47 км³.
Озёра Узбекистана можно разделить на два типа, в зависимости от расположения: горные озёра, равнинные озёра.
Расположение озёр в горных районах предрасположено климатическими и морфолого-гидрографическими особенностями, так как горы служат аккумуляторами влаги, которые образуют сток рек. Также в горах имеются благоприятные геоморфологические и геотектонические условия. В качестве примеров горных озёр известны: Ихнач, Бадак, Шабыркуль, Урунгач, озёра на реке Коксу и другие. Наибольшее количество озёр находится на высоте 2000-3000 м. Горные озёра как правило завального или ледниково-моренного происхождения. Горные озёра являются потенциальным источником чистой, пресной воды.
Равнинные озёра располагаются в руслах рек и вокруг орошаемых территорий. В последнее время все озера равнинной зоны находятся под воздействием загрязнения коллекторно-дренажных вод. Типичные представители равнинных озёр: озерная система Арнасай, Денгизкуль, Судочье, озёра в реках Зарафшан и нижней части Кашкадарьи.
| №  | Название                          | Площадь, км²                   |
| -- | --------------------------------- | ------------------------------ |
| 1  | Озеро Западный Арал               | 2 794 км². Периметр 308 км.    |
| 2  | Озеро Айдар (Айдаркуль)           | 2 578 км². Периметр — 350 км.  |
| 3  | Озеро Сарыкамыш                   | 976 км². Периметр — 158,66 км. |
| 4  | Озеро Тузкан                      | 640 км². Периметр — 116 км.    |
| 5  | Озеро Судочье                     | 553 км². Периметр — 128 км.    |
| 6  | Озеро Восточный Арал              | 342 км². Периметр 102 км.      |
| 7  | Озеро Жалтырбас                   | 300 км². Периметр — 87 км.     |
| 8  | Восточно-Арнасайская система озёр | 230 км². Периметр — 104 км.    |
| 9  | Озеро Денгиз (Денгизкуль)         | 224 км². Периметр — 93 км.     |
| 10 | Озеро Туда (Тудакуль)             | 200 км². Периметр — 62 км.     |
| 11 | Озеро Аяк Агитма                  | 109,6 км². Периметр — 53 км.   |
| 12 | Чарвакское водохранилище          | 52,6 км². Периметр — 36 км.    |
| 13 | Прочие мелкие озера               | 700 км².                       |
|    | ИТОГО:                            | 9 673,20 км².                  |

## Фотогалерея

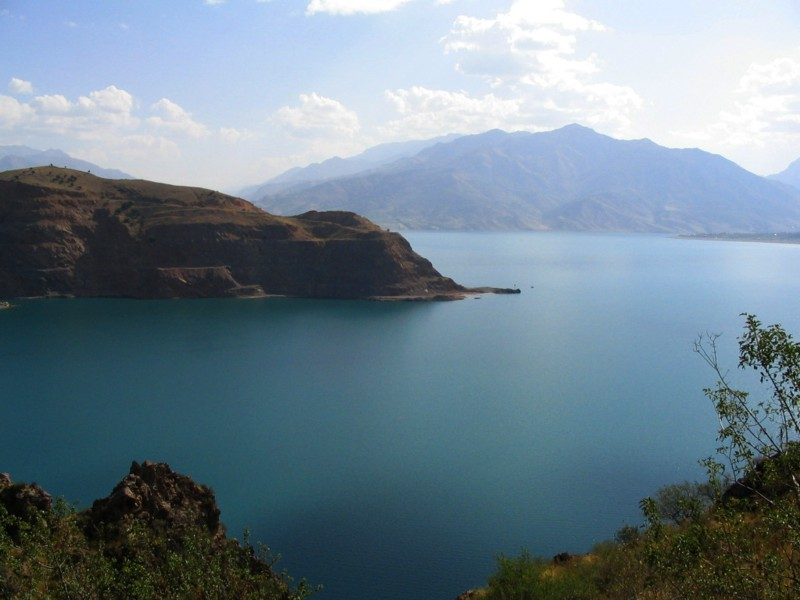
Чарвакское водохранилище. Ташкентский вилоят.
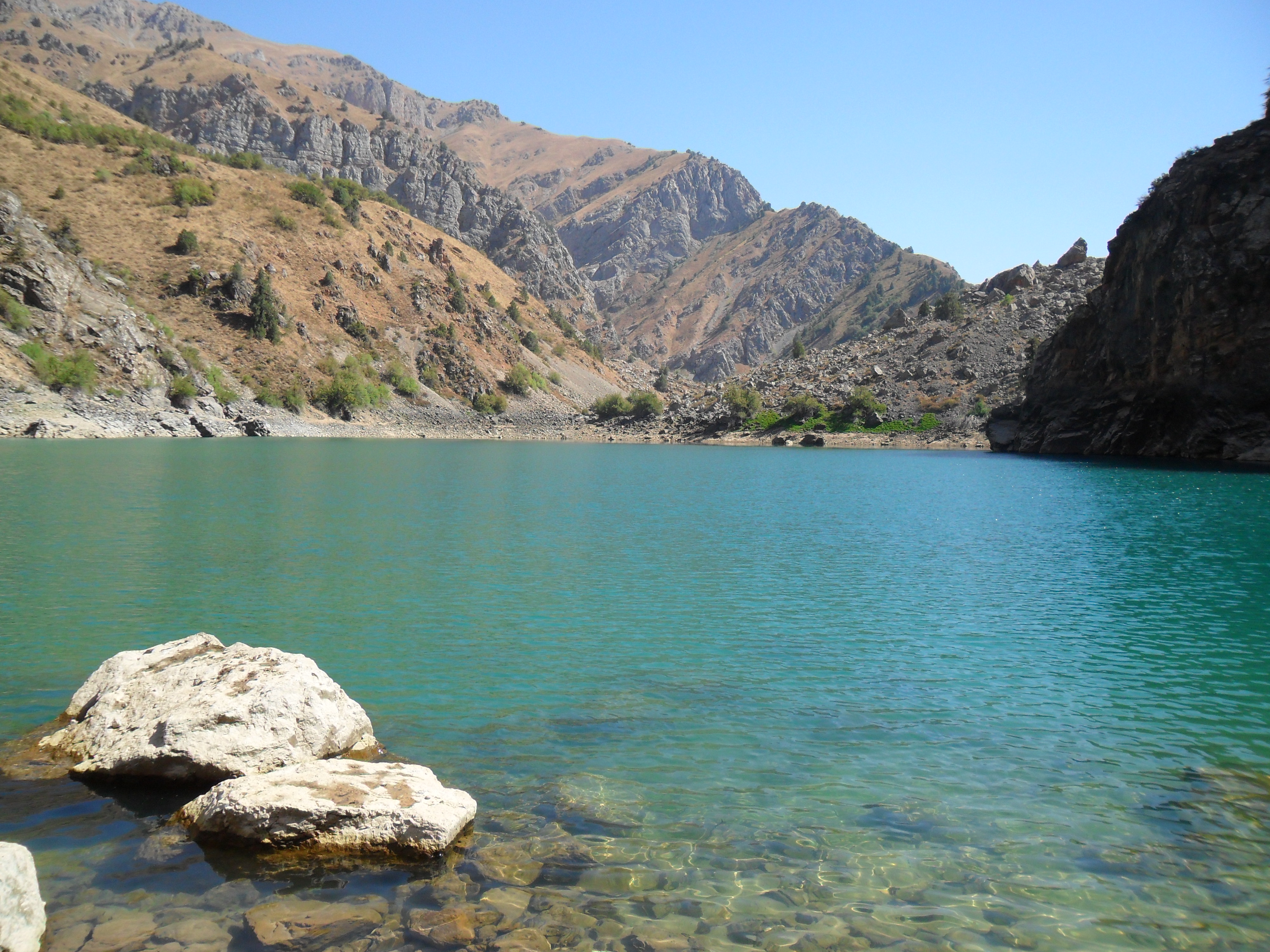
Озеро Урунгач на Угамском хребте. Ташкентский вилоят.
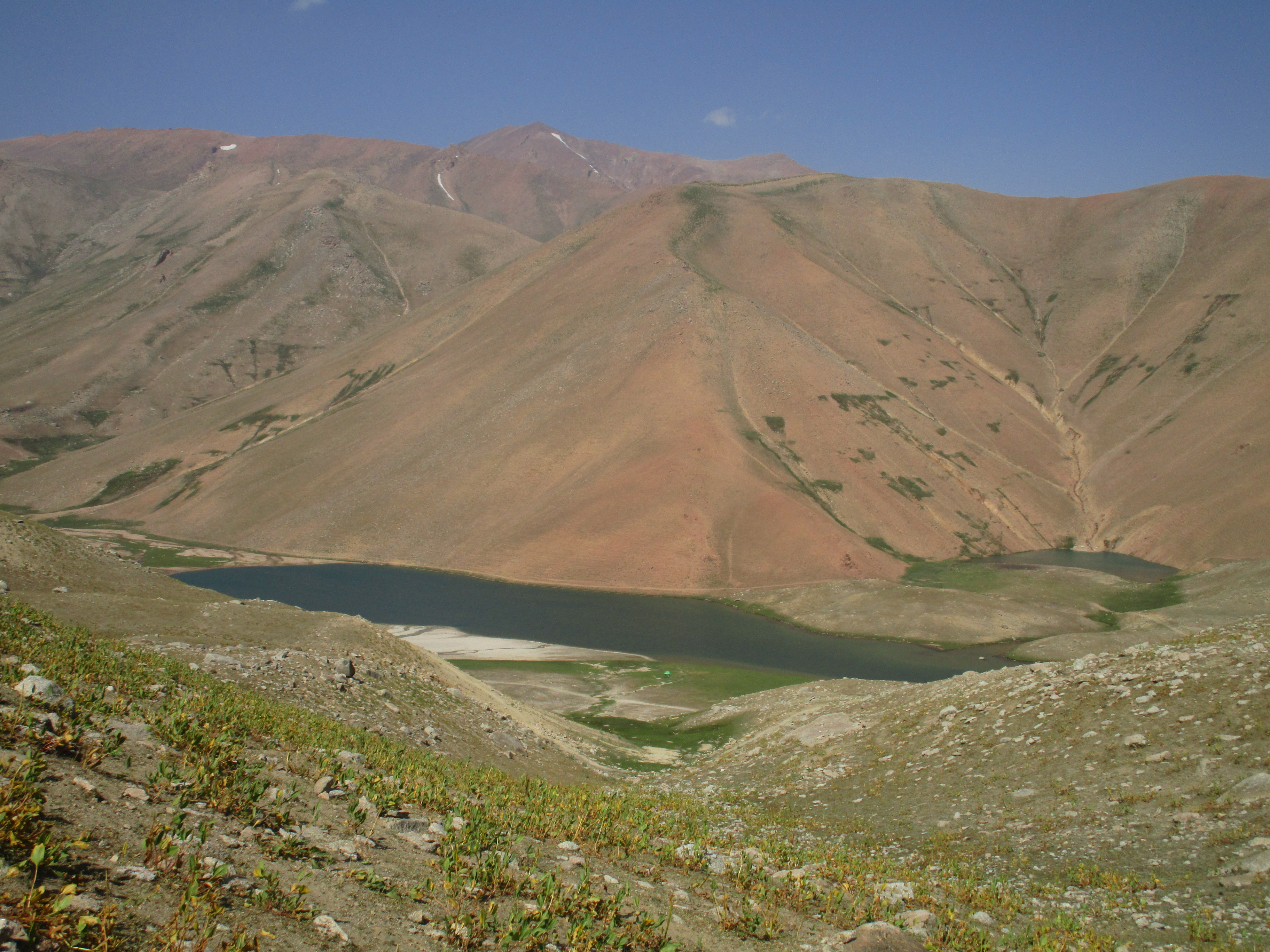
Озёра в верховьях Арашансая. Наманганский вилоят.
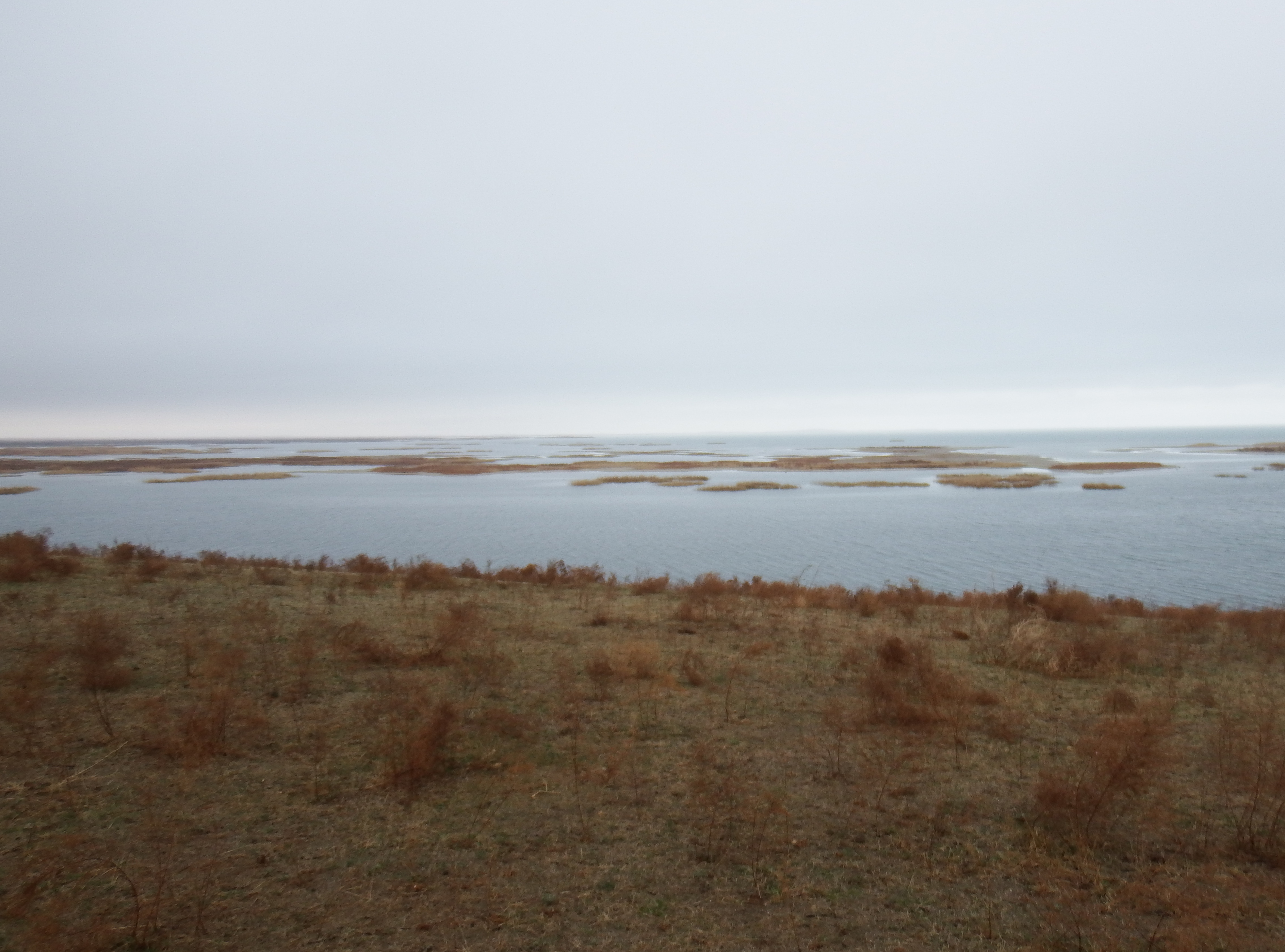
Южный берег озера Тузкан.
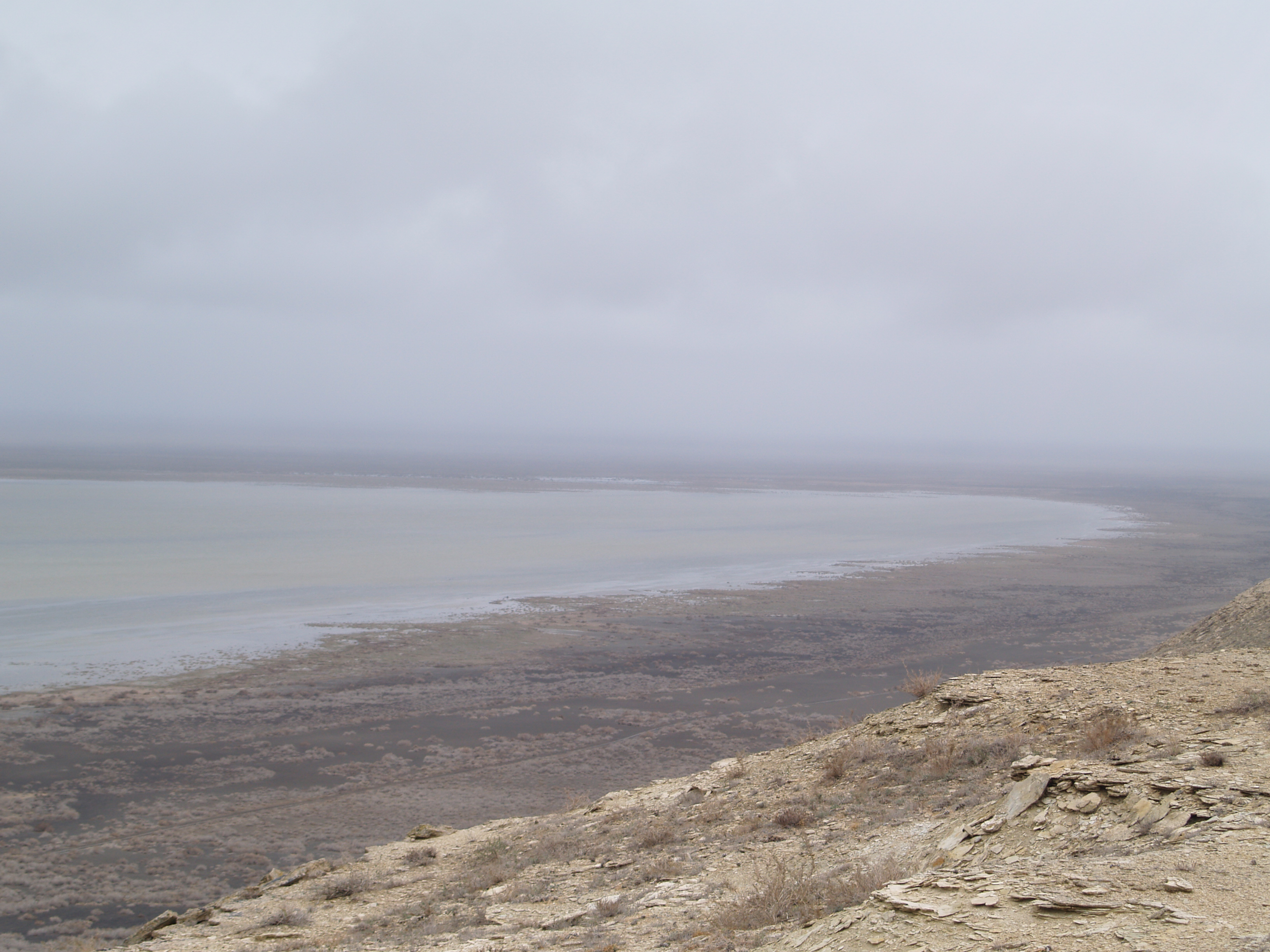
Вид на озеро Судочье с чинка плато Устюрт